# Garn Stephens
Garn Stephens (Tulsa, 7 de noviembre de 1944-14 de abril de 2023) fue una actriz y guionista estadounidense de cine y televisión, reconocida por su aparición en la serie de televisión Phyllis y por interpretar el papel de Marge Guttman la película de terror de 1982 Halloween III: Season of the Witch. Se retiró de la actuación a mediados de la década de 1990 y se dedició a la escritura de guiones, recibiendo una nominación a los Premios Emmy en 1984 por su trabajo como guionista en un episodio de la serie St. Elsewhere. Estuvo casada con el actor Tom Atkins.

## Filmografía

### Como actriz
| Año       | Título                                          | Papel                            | Notas        |
| --------- | ----------------------------------------------- | -------------------------------- | ------------ |
| 1975      | Wide World Mystery                              | Mesera                           | 1 episodio   |
| 1975      | The Sunshine Boys                               | Eddie                            |              |
| 1975      | All in the Family                               | Dotty                            | 1 episodio   |
| 1976–1977 | Phyllis                                         | Harriet Hastings                 | 24 episodios |
| 1978      | Charlie's Angels                                | Elizabeth Mary 'Pokey' Jefferson | 1 episodio   |
| 1978      | Barney Miller                                   | Susan Schuman-Edwards            | 1 episodio   |
| 1979      | Blind Ambition                                  | Carol                            | Miniserie    |
| 1980      | Portrait of a Rebel: The Remarkable Mrs. Sanger | Mollie                           | Telefilme    |
| 1980      | The Seduction of Miss Leona                     | June Setzer                      | Telefilme    |
| 1982      | Halloween III: Season of the Witch              | Marge Guttman                    |              |
| 1983      | Princess Daisy                                  | Candice Bloom                    | Telefilme    |
| 1984      | Family Ties                                     | Elizabeth Davidson               | 1 episodio   |
| 1984      | Children in the Crossfire                       | Doctora                          | Telefilme    |
| 1986      | Foley Square                                    | Sra. Sullivan                    | 1 episodio   |
| 1987      | Jake's M.O.                                     | Liz Reardon                      |              |
| 1988      | Buck James                                      | Amy Ferguson                     | 1 episodio   |
| 1988      | Killer Instinct                                 | Claire                           | Telefilme    |
| 1989      | Have Faith                                      | Edith Crepps                     | 1 episodio   |
| 1990      | Family of Spies                                 | Mary                             | Telefilme    |
| 1990      | Falcon Crest                                    | Ellen                            | 1 episodio   |
| 1992      | Something to Live for: The Alison Gertz Story   | Gwen                             | Telefilme    |
| 1993      | Quantum Leap                                    | Gladys                           | 1 episodio   |

### Como guionista
| Año       | Título             | Notas       |
| --------- | ------------------ | ----------- |
| 1983      | St. Elsewhere      | 1 episodio  |
| 1982–1985 | Trapper John, M.D. | 2 episodios |
| 1986      | Hotel              | 1 episodio  |
| 1991      | Trial by Jury      | 1 episodio  |